# Ville Andesons äventyr
Ville Andesons äventyr är en svensk film från 1929 i regi av Sigurd Wallén

## Om filmen
Filmen premiärvisades 21 september 1929. Filmen spelades in i Filmstaden Råsunda med exteriörer från Södermalm,  Slussen, Djurgårdsstaden, Djurgårdsfärjan, och Drottningholm av Adrian Bjurman. Teckningarna i filmen var utförda av Carl Berglöw. Som förlaga har man Anna Myrbergs fiktiva person Ville Andeson som publicerades i skämttidningen Kasper, några avsnitt gavs ut i bokform bland annat i Svarta Maskens humoresker 1923 och i Ville Andeson blir pracktisk 1929.

## Rollista i urval
- Sune Holmqvist – Vilhelm "Ville" Andeson
- Carl Hagman – Andeson, Villes far
- Mona Geijer-Falkner – Hjohanna Andeson, Villes mor
- Gustaf Lövås – Lövberg, Andesons granne
- Dagmar Ebbesen – Lövbergskan
- Anna-Lisa Baude – Kalssonskan, Andesons granne, ackuschörska
- Eric Gustafson – Henrixon, stensättare
- Inez Lundgren – Hjenni Glaksman, tvätterska
- John Wilhelm Hagberg – Klasse, Villes bror
- Kurt Welin – Enberg, slaktare
- Artur Rolén – Klasses rival
- Britt Hagman – Villes lillasyster
- Disa Gillis – Henrixons partner på dansbanan
- Nils "Banjo-Lasse" Larsson – banjospelaren i trion på dansbanan
- Einar Groth – violinisten i trion på dansbanan